# Generacija X
Generacija X (engl. Generation X) je izraz demografske generacije nakon pripadnika posleratnog bebi-buma. Nema tačnih datuma kada ova generacija počinje ili kada se završava; demografi i istraživači obično koriste početne godine rođenja, od ranih do srednjih šezdesetih godina dvadesetog veka i završne godine rođenja u rasponu od poznih sedamdesetih do ranih osamdesetih godina dvadesetog veka. Generacija X je relativno manja demografska generacija između dve veće demografske generacije, pripadnika posleratnog bebi-buma i milenijalaca.
Članovi generacije X su bili deca tokom vremena promene društvenih vrednosti i kao deca, ponekad su se zvali “generacija dece sa ključem”, zbog smanjenog nadzora odraslih u poređenju sa prethodnim generacijama, kao posledica porasta stope razvoda i porasta učešća žena u radnoj snazi pre široke raspoloživosti opcija brige o deci van doma. Kao adolescent i mladi odrasli ljudi, nazvani su “MTV generacijom” (aluzija na istoimeni kanal muzičkih spotova) i okarakterizovani kao mlitavi, cinični i otuđeni. Neki od kulturnih uticaja na omladinu generacije X su bili muzički žanrovi grandža i hip hop muzika, i indi filmovi. U srednjem dobu, istraživanje opisuje odrasle ljude generacije X kao aktivne, srećne i da ostvaruju ravnotežu između posla i života. Generaciji su pripisane preduzetničke tendencije.

## Poreklo termina
Termin "generacija X" se koristila mnogo puta kroz istoriju radi opisivanja otuđene omladine. U 1950-tim, mađarski fotograf Robet Kapa je koristio generaciju X kao naslov fotografskog eseja o mladim muškarcima i ženama koji su odrastali odmah nakon drugog svetskog rata. Godine 1976, engleski muzičar Bili Ajdol je koristio nadimak kao naziv pank rok benda, zasnovanom na naslovu knjige iz 1965. godine o popularnoj kulturi mladih od strane dvojice britanskih novinara, Džejn Deverson i Čarlsa Hambleta.
Termin je poprimio svoju modernu definiciju nakon objave romana “Generacija X: Priče za ubrzanu kulturu” koji je napisao kanadski autor Daglas Kuplend. Demograf Nil Hou je zabeležio odlaganje davanja imena ovoj demografskoj generaciji rekavši, “Preko 30 godina nakon svog rođendana, nisu imali ime. Mislim da je to bitno”. Pre toga, generacija se oslovljavala kao Post bumovi, bebe razbijači, nova izgubljena generacija, deca sa ključem, MTV generacija i trinaesta generacija (opisani su kao trinaesta generacija od američke nezavisnosti).
Demograf Vilijam Štraus je zapazio da je Kuplend primenio termin za starije pripadnike generacije između 1961. i 1964, kojima su demografi ponekad rekli da su bebi-bumeri ali da se ne osećaju kao bumeri. Štraus je takođe zapazio da oko perioda kada je Kuplandov roman objavljen 1991. godine, simbol X je bio istaknut u popularnoj kulturi, kako je film “Malkolm X” objavljen 1992. i naziv “Generacija X” se zadržala. X se odnosi na nepoznatu promenljivu ili na želju da se bude nedefinisan.

## Datum i uzrast definisanja
Generacija X je demografska kohorta (družina) koja označava pripadnike generacije rođenih nakon završetka posleratnog Bebi-buma. Međutim, postoji spor oko datuma kraja Bebi-bum generacije te stoga postoje i razne prepirke oko ovog objašnjenja. Istraživanja MetLife-a govore o tome da bebi-bumeri dele svoje kohorte na "starije bumere" čiji je datum rođenja definisan između 1946. i 1955. i na "mlađe bumere" koji su rođeni između 1956. i 1964. Takođe su pronašli veliku povezanost u okviru kulturnog identiteta Bebi-bum generacije sa starijim Boomerima. Polovina mlađih Boomera je bila protiv da se povezuje sa Bebi-bum generacijom, a trećina rođenih između 1956. i 1964. su identifikovani kao članovi generacije X.
Demografi William Štraus i Neil Howe nisu prihvatili godinu 1964, kao godinu završetka Bebi-bum generacije (što rezultira 1965 kao startnu godinu generacije X). Oni kažu da se većina onih koji su rođeni u periodu od 1961. do 1964. ne identifikuju kao bumeri i da se kulturno razlikuju od bumera u smislu istorijskih iskustava. Howe govori da iako mnogi demografi uzimaju 1965. kao početak generacije X, ova izjava o plodnosti populacije (natalitet je počeo opadati 1957. a prate ga oštra opadanja posle 1964) ne uzima u obzir zajedničku istoriju i kulturni identitet lica. Kao Štraus i Howe definišu generaciju X kao generaciju rođenu u periodu od 1961. do 1981.
Mnogi istraživači i demografi nastavljaju da koriste datume koji odgovaraju strogim obrascima plodnosti u populaciji, što rezultira datum početka generacije X kao 1965. Tako na primer Pew Research Center koristi niz od 1965. do 1980. MetLife koristi 1965—1976, australijski McCrindle Research Center uzima period 1965—1979. i Gallup koji takođe koristi 1965—1979. 
Drugi koriste datume slične Štrausu i Howu kao na primer National Science Foundation's Generation X Report ili kvartalni izveštaj istraživanja Lingitudinal Study of American Youth, koji definišu godine rođenja generacije X od 1961. do 1981. Generacija X, dokumentarna serija od šest delova u produkciji Nacionalne Geografije takođe je koristila period od 1961. do 1981. kao period rođenja. PricewaterhouseCoopers, multinacionalna mreža stručnih službi sa sedištem u Londonu opisuje zaposlene koji pripadaju generaciji X kao one rođene od rane 1960. do ranih 1980-ih.
Autor Jeff Gordinier u svojoj knjizi Iz 2008. X Saves the World, definiše generaciju X kao one koji su rođeni otprilike od 1961. do 1977. a najverovatnije 1980. Kanadski autor David Foot deli kasne Boomer generacije u 2 grupe: Generacija X 
-  između 1960. i 1966. i Bust generacija - između 1967. i 1979. Na američkom TV programu Survivor za 33 sezonu su učestvovali oni rođeni u periodu između 1963. i 1982.
Ostali istraživači i demografi koriste širok spektar datuma za opisivanje generacije X, sa početkom godina rođenja od 1960. Do 1965. а sa krajnjim godinama rođenja od 1976. дo 1984.
Delimično zbog učestalih godišnjih rađanja i dolaženja do povećanja postojećih neslaganja između pokušaja da se definiše generacija X i Mil... broj osoba rođenih u kasnim 1970-im ili u ranom periodu 1980-ih vide sebe kao pripadnike među generacije. Imena data onima koji su rođeni u generaciji X/M.. na vrhuncu godina uključuju Xennials, The Lucky Ones, Generation Catalano, and the Oregon Trail Generation.

## Karakteristike
Generacija X je relativno mala demografska generacija koja se nalazi između dve veće demografske organizacije, bebi-bumera i milenijalaca iako debata koja se tiče tačnog datumskog raspona čini da se teško precizno odredi veličina ove generacije. Pilula za kontrolu trudnoće, koja je uvedena u ranim 1960-im je bila faktor koji je doprineo smanjenju stopa rađanja prisutnih u ovoj generaciji. U Sjedinjenim Državama, povećana imigracija je poremetila smanjujuce stope rađanja i doprinela tome da je generacija X etnički i kulturološki raznolika demografska generacija. 
U jednom članku iz 2012-e za udruženi centar za proučavanje domaćinstava sa Univerziteta Harvard, Džordž Masnik je napisao da je Cenzus brojao 82.1 miliona pripadnika generacije X u Sjedinjenim Državama. Harvardov centar koristi period od 1965-e do 1984-e radi definisanja generacije X tako da bumeri, generacija X i milenijalci pokrivaju jednake raspone od 20 godina. Masnik je zaključio da je imigracija popunila bilo koje deficite rađanja tokom godina niske plodnosti poznih 1960-ih i ranih 1970-ih.

### Kao deca i adolescent
Demografi William Strauss i Neil Howe, koji je autor nekoliko knjiga generacija, uključujući knjigu iz 1993 ‘13i gen: obustavi, pokušaj ponovo, zanemari, izneveri?’, pogotovu generacije X izneli su da smatraju da su gen. X bila deca u vremenu kada je društvo bilo manje fokusirano na njih, a više na odrasle. To su bila deca u periodu porasta stope razvoda, da bi se ta stopa duplirala sredinom 1960-ih, pre dolaska do svog vrhunca 1980. godine. Strauss i Howe opisali su zamenu u kulturi, gde se dugoodrzavana društvena vrednost ostajanja partnera u braku za dobrobit dece zamenjuje društvenom vrednošću roditeljske i individualne samoaktualizacije. Strauss je napisao da je društvo „prešlo sa onoga što je Leslie Fiedler nazvala 1950-ih erom ‘kulta dece’ do onoga što je Landon Jones nazvao 1970-ih erom ‘kulta odraslih’.” Mapa generacije, izveštaj australijskog McCrindle Istraživačkog Centra piše o gen. X deci: „njihovi roditelji bili su generacija koja se najviše razvodila u australijskoj istoriji.”
Detinjstvo gen. X dece sastojala se i od seksualne revolucije, koju je Sušan Gregory Thomas opisala u svojoj knjizi ‘’Uprkos svemu’’ kako je zbunjujuće i zastrašujuće za decu slučaj da roditelj dovede novog seksualnog partnera u njihov dom. Thomas takođe komentariše kako je razvod bio drugačiji za vreme gen. X detinjstva, kada je dete imalo ograničen ili prekinut odnos sa jednim od roditelja u slučaju razvoda, najčešće oca, usled različitih drustvenig i legalnih očekivanja. 1970-ih samo 9 američkih država dozvolilo je zajedničko starateljstvo nad decom, što je bilo prihvaćeno od strane svih 50 država sredinom 1980-ih.
Vremenski period gen. X detinjstva doživeo je porast broja latchkey dece, što dovodi do uvoda termina ‘generacije latchkey’ za generaciju X. Ova deca su imala nedostatak nadzora odraslih u vremenskom periodu od kraja školskog dana do uveče kada se roditelji vraćaju kući sa posla, i na duži vremenski period u toku leta. Latchkey deca su postala česta kod svih socijalno-ekonomskih demografskih podataka, ali su posebno bila česta kod srednje i visoke klase dece. Što je veće obrazovno dostignuće roditelja, veće su šanse da će deca postati latchkey deca, usled povećanog učešća majke u radnoj snazi za vreme kada su opcije za brigu o deci van doma bile široko pristupačne. McCrindle Istraživački Centar opisao je druga kao ‘’prvog koji odrasta bez velikog prisustva odraslih, dok oba roditelja rade’’, navodeći da je ovo dovelo do toga da gen. X deca budu više vršnjački orijentisana nego prethodne generacije.
Ekonomski i socijalni istraživački savet Ujedinjenog Kraljevstva opisuje generaciju X kao "Tačerovu decu" zbog porasta broja takve dece dok je Margaret Thatcher bila premijer od 1979 do 1990, "u vreme društvenog toka i transformacija". U Južnoj Africi, gen. X deca su tokom 1980-ih bila deo "hiper-politizovane okoline poslednjih godina Aparthejda". U Americi, generacija X bila je prva grupa koja je odrasla post-integracijom. Bili su opisani u marketinškom izveštaju od strane Specijalaca maloprodaje kao  deca koja "su živela pokretom civilnih prava". Bili su među prvom decom koja su autobusima postizala integritet u javim školskim sistemima. 1990-ih demograf William Strauss prijavio je da su gen. X deca bila "prema bilo kojoj meri namanje rasisticna u odnosu na današnje generacije". U Americi, Title IX, koji je preminui 1972. godine omogućio je povećanje atletickih mogućnosti gen. X devojčicama u javnim školskim postavkama. U Rusiji, generacija X odnosila se na "poslednju decu Sovjeta", kao poslednja deca koja potiču iz doba pre pada komunizma u njihovoj naciji i pre pada Sovjetskog Saveza.
Politički, u Americi, gen. X detinjstvo polka[a se sa vremenom kada su finansije vlade postarale da budu preusmerene od programa za decu i često su umesto toga usmeravane prema starijoj populaciji, što je deo medicinske pomoći i programa za decu i mlade porodice, kao i protekcija i proširenje medicinske brige i socijalne sigurnosti za stariju populaciju. Jedno od pet dece u Americi odrasta u siromaštvu u toku sadašnjeg vremena. Ovi programi za starije nisu povezani sa ekonomskim potrebama. Kongresmen David Durengerger kritikovao je političku situaciju, tvrdeći da sve dok su programi za siromašnu decu i mlade porodice bili odbijeni, vlada je omogućivala "besplatno medicinsko lečenje za starije milionere".
Gen. X pripadnici su odrasli ili bili deca za vreme epidemije kreka, što je nesrazmerno uticalo na naseljena područja kao i na afričko-američku zajednicu u Americi. Borbe na teritoriji maloletničke bande zbog droga povećalo je stopu nasilničkog krimilana, i zavisnot od kreka uticala je na zajednice i porodice. Između 1984 i 1989, stopa ubistava crnaca godina između 14 i 17 udvostručila se na području Amerike, a stopa ubistava crnaca godina između 18 i 24 povećala se skoro isto toliko. Epidemija kreka je imala uticaj na destabilizaciju porodica sa povećanjem broja dece u hraniteljskim porodicama. Generacija X bila je prva grupa dece koja je odrasla uz MTV i ponekad bila nazivana MTV generacijom. Iskusili su pojavu muzike, videa, fona, alternativnog roka i hip hopa.
Pojava side poklapa se sa gen. X adolescencijom, sa bolešću prvo klinički osmatranom u Americi 1981. Godine. Do 1985. U proseku od 1 do 2 miliona amerikanaca bili su HIV pozitivni. Kako se virus širio, u vreme pre nego što su efikasni tretmani omogućeni, usledila je masovna panika. Programi za seksualnu edukaciju u školama bili su adaptirani tako da skrenu pažnju na epidemiju side tako da smatraju da seks može biti smrtonosan. Pripadnici gen. X generacije bili su prvi koji su imali pristup kompjuterima u domovima i školama. Uopšte, gen. X pripadnici bila su deca Tihe generacije i stariji koji su rođeni za vreme Drugog svetskog rata.

### Kao mladi
Tokom 1990-ih, medijski stručnjaci i reklamni oglašivači su se mučili da definišu kohortu, obično ih prikazujući kao "nefokusirane dvadesetneštogodišnjake". Izveštaj MetLife-a beleži: "mediji bi ih okarakterisali kao generaciju Prijatelja: prilično sebične i možda besciljne... ali zabavne." U Francuskoj, pripadnici 'Generacije X' su često bili poistovećivani sa 'Generacijom Bof', zbog njihove osobine korišćenja reči 'bof', koja prevedena na engleski ima značenje 'whatever', tj. 'šta god'. Pripadnici 'Generacije X' su često opisivani kao apatični ili 'zabušanti', stereotip koji je prvobitno vezan za komični film Ričarda Linklatera bez zapleta, "Zabušant", iz 1991. Nakon što je film objavljen, "novinari i kritičari su mislili da su zapravo otkrili šta je drugačije kod ovih mladih ljudi u tome da su bili 'nevoljni da odrastu' i 'nadmeni za ozbiljan rad'."
Stereotipi generacije X podrazumevali su i 'turobnost, ciničnost i nezadovoljstvo'. Ovakvi stereotipi izazvali su sociološko istraživanje na Stenford Univerzitetu kojim se izučavala tačnost karakterizacije generacije X kao cinične i nezadovoljne. Koristeći državnu Opštu Društvenu Anketu, istraživači su uporedili odgovore sa identičnim anketnim pitanjima postavljanim 18-29-godišnjacima u 3 različita vremenska perioda. Dodatno, uporedili su i kako su stariji ispitanici odgovorili na ista pitanja ankete nakon nekog vremena. Ankete su pokazale da su 18-29-godišnjaci generacije X pokazali viši nivo cinizma i nezadovoljstva od prethodne kohorte ispitanih 18-29-godišnjaka; međutim, takođe su otkrili da su se cinizam i nezadovoljstvo povećali kod svih ispitanih grupa posle nekog vremena, a ne samo kod mladih ljudi, što znači da je ovo vremenski efekat, a ne efekat kohorte. Drugim rečima, odrasli svih godišta su bili ciničniji i nezadovoljniji tokom 1990-ih, ne samo pripadnici generacije X.
1990. časopis Tajm je objavio članak nazvan Život: Nastavljanje uz oprez, što je opisivalo ljude u dvadesetim godinama kao besciljne i nefokusirane; bilo kako bilo, 1997. objavili su članak generacija X razmotrena, što je ponovo povuklo prethodne negativne stereotipe ali govorili su i o pozitivnim dostignućima, navodeći tendenciju pripadnika generacije X da pronađu tehnološke firme u razvoju i male poslove, kao i njihovu ambiciju, za koju je istraživanje pokazalo da je viša među mlađim pripadnicima generacije X od starijih generacija njenih pripadnika. Kako su 90-te i 2000-te napredovale, generacija X je zadobila reputaciju preduzetnika. 1999. Njujork Tajms ih je nazvao 'Generacija 1099', opisujući ih kao one koji su 'nekada bili sažaljevani, ali sada su grupa samozaposlenih radnika kojoj se može zavideti i čiji se prihod prijavljuje Međunarodnoj službi prihoda ne formom W-2, već Formom 1099." 2002. časopis Tajm je objavio članak Pripadnici generacije X ipak nisu zabušanti, govoreći da su 4 od 5 novih poslova delo generacije X.
2001. sociolog Majk Mejls objavio je da su samopouzdanje i optimizam česti među kohortom, govoreći "ankete dosledno prikazuju 80%-90% pripadnika generacije X samopouzdanim i optimističnim." U avgustu 2001, Mejls je napisao "ovi mladi Amerikanci bi konačno trebalo da dobiju odobravanje koje zaslužuju", hvaleći kohortu i tvrdeći da "odgajena na popustljiv način, kolektivno osuđivana generacija X je zaista 'sjajna generacija', što je ohrabrilo neprijateljsku društvenu zajednicu da obrne duboko usađene trendove", opisujući ih kao najradniju grupu još od Generacije Drugog svetskog rata, koju je Tom Brokou nazvao "veličanstvenom generacijom". Izvestio je o preduzetnim tendencijama generacije X koje su pomogle u stvaranju visoko-tehnološke industrije, koja je podstakla ekonomski oporavak 1990.
U SAD, pripadnici generacije X su opisivani od strane demografa Vilijama Štrausa kao veoma važni heroji terorističkog napada 11. septembra. Vatrogasci i policajci koji su se odazvali u ovom slučaju napada su većinski bili pripadnici generacije X. Takođe, predvodnici pobune putnika na letu 93 United Airlines-a, su većinom bili pripadnici generacije X. Demograf Nil Hou je objavio anketni podatak koji pokazuje da su pripadnici generacije X nakon terorističkih napada počinjali da žive zajedno i da se venčavaju u sve većem broju i da su u anketi izjavili da ne žele više da žive sami. U oktobru 2001, Sijetlov Post-Intelligencer je napisao o njima "trenutno se možda suočavaju sa najformalnijim događajima njihovih života i njihove generacije." The Greensboro News & Record objavili su da su pripadnici generacije X "osetili talas patriotizma nakon terorističkih napada", dodajući da su mnogi reagovali na terorističke napade davanjem krvi, radom za dobrotvorne organizacije, doniranjem dobrotvornim organizacijama i pridruživanjem vojsci da bi se borili u ratu. Ekspertski žiri, objavljuje Američko društvo sudskih konsultanata, je izjavio: "Članovi generacije X su odgovorili na terorističke napade talasom patriotizma i državnim zanosom kojim su iznenadili čak i sami sebe

### U srednjim godinama
Vođe koje su menadžeri više generacija na poslu, opisuju generaciju X kao: nezavisnu, snalažljivu, samoupravnu, prilagodljivu, ciničnu, skeptičnu po pitanju autoriteta i u potrazi za ravnotežom između posla i života. U članku iz 2007. god. objavljenog od strane poslovnog pregleda Harward, demografi Štraus i Hau pisali su o generaciji X „Oni su već najveća preduzetnička generacija u istoriji SAD-a, njihovo visokotehnološko razmišljanje i otpornost tržišta pomogli su Americi da napreduje u eri globalizacije. U knjizi iz 2008 autor opisuje generaciju X kao „crnog konja demografije“ koji „ne traži pažnju.“ Gordiner je naveo primere doprinosa društvu kao što su: Google, Wikipedia, Amazon i YouTube tvrđenju da su ih Bumerovi stvorili, „nikada ne bismo čuli kraj toga.“ U knjizi Gordon upoređuje generaciju X sa Bebi-bum generacijom, tvrdeći da Bumerovi imaju tendenciju da trube o svojim dostignućima više od generacije X, stvarajući ono što on opisuje kao „razrađene mitologije.“ Oko svojih dostignuća Gordiner navodi Stiv Džobsa kao primer, dok gen. X, tvrdi, više „samo mirno radi svoj posao“.
U 2011. analiza ankete iy Longitudinalnog ispitivanja američke omladinenalazi da je gen. X „uravnoteženo aktivna i srećna“ u srednjim godinama (između 30 i 50) i postiže ravnotežu između posla i privatnog života. Longitudunalno (uzdužno) ispitivanje omladine, finansirano od strane Nacionalnih instituta za starenje i zdravlje na Univerzitetu Mičigen, koji proučava generaciju X još od 1987. , postavlja pitanja kao što su „Razmišljajući o svim aspektima svog života, koliko ste srećni? Ako 0 označava da ste veoma nesrećni i 10 označava da ste veoma  srećni, molimo vas ocenite svoju sreću.“ LSA je prijavio da je „srednji nivo sreće bio 7,5, a srednja vrednost 8. Samo 4% odraslih gen. X pokazalo je da je veoma nesrećno (rezultat 3 i niže) 29% odraslih bilo je veoma srećno sa rezultatima 9 ili 10 na skali.“
U smislu zalaganja za svoju decu u obrazovanom sistemu, demograf Nil Hau opisuje roditelje gen. X kao različite od roditelja Bebi-bum generacije. Hau tvrdi da gen. X nisu tzv. „helikopter roditelji“ (posvećuju dosta pažnje deci) kako opisuje stil vaspitanja Bumer generacije. Hau ne opisuje gen. X kao „potajno borbene roditelje“ zbog tendencije da roditelji ne obraćaju pažnju na manje probleme i ne „lebde“ iznad svoje dece u obrazovaanom sistemu, ali da intervenišu nasilno i brzo u slučaju ozbiljnijih problema. U 2012. korporacija za nacionalnu i službu zajednice rangirala je stope volontera gen. X na „29, 4% godišnje“, najviše u poređenju sa ostalim generacijama. Lista je zasnovana na trogodišnjem kretanju proseka između 2009. i 2011.
U Velikoj Britaniji, studija iz 2016. sa preko 2500 kancelarijskih radnika koju je sproveo Workfront nalazi da su od ispitanika svih uzrasta kvalifikovali one iz gen. X kao najvrednije zaposlene od današnje radne snage (po izboru 60%). Gen. X je takođe najviše rangirana među saradnicima jer ima najjaču radnu etiku (po izboru 59%), najviše pomaže (55,4%), najveštija (54, 5%) i najbolja u rešavanju problema.
U 2016. Projekat o globalnom potrošačkom uvidu od strane Viacom Međunarodne Media Mreže, baziran na više od 12000 ispitanika širom 21 zemlje, pokazao je nekonvencionalan pristup gen. X seksu, prijateljstvu i porodici, njihovoj želji za fleksibilnost i ispunjenje na poslu i odsustvu krize srednjih godina. Projekat takođe uključuje i dvadesetominutni dokumentarac pod nazivom “Gen. X Danas”. “Pew Research” centar opisuje generaciju X kao posrednika između Bebi-bum i Milenijumske generacije prema više faktora kao što su stavovi o političkim i društvenim problemim, obrazovanju i upotrebi društvenih mreža.

## Umetnost i kultura

### Muzika
Gen. X-ers su bili prva generacija koja je odrasla uz  MTV.  Oni su okusili pojavu muzičkih spotova i oni se ponekad nazivaju MTV generacija. Gen. X-ers su bili odgovorni za pokretanje alternativnog rok pokreta 90-ih, posebno Grunde sub-žanr 2000-ih. Hio Hop i rep su takođe bili definisani kao muzkika s=ove generacije, uključujući: Tupac Shakur, N.W.A. i The Notorious Big.

### Grunge
Grunge (Grandž) pravac je značajan primer alternativnog roka i prateća podkultura koja se razvila u SAD-u. Tekstovi pesama grandž muzike su nazvani "...proizvod slabosti generacije X", koji odražava demografski "smisao razočarenja i beskorisnosti". Grunge tekstovi su obično mračni, nihilistički i mučni, često obrađuju teme kao što su otuđenje od društva, apatija, briga oko skučenosti i želja za slobodom, kao i nelagodnost od društvenih predrasuda.
Teme Grunge tekstova uključuju i beskućništvo, samoubistva, silovanja, razorene porodice, narkomaniju i samo-prezir.
Grunge tekstovi više naginju ka introspektivni i njihov cilj je da omoguće slušaocu da zaviri u skrivene lične probleme i ispituju izopačenost u svetu.

### Hip hop
Glavni tok Hip hop muzike je period od kraja 1980. do početka 1990. Obično nastaje od umetnika poreklom iz Nju Jorka, karakterističan je po svojoj raznolikosti, kvalitetu, inovaciji i uticaju nakon pojave žanra prethodnih decenija. Umetnici se najčešće povezuju sa  periodom LL Cool J, Run–D.M.C., Public Enemy, the Beastie Boys, KRŠ-One, Erić B. & Rakim, De La Soul, Big Daddy Kane, EPMD, A Tribe Called Quest, Slick Rick, Ultramagnetic MC's, i the Jungle Brothers.                                              
Pored lirskog samo-veličanja, hip hop je takođe koristio oblik socijalnog protesta. Tekstovima su često skretali pažnju na razne društvene problem, uključujući afrocentrizam, upotrebu droga, criminal, nasilje, religiju, kulturu, stanje američke ekonomije i borbu savremenog čoveka.
Svesne političke Hip hop numere tog vremena su bile odgovor na efekte američkog kapitalizma i efekte konzervativne političke ekonomije bivšeg predsednika Regan. Po Rose Tricia ‘’odnos između crne kulturne prakse, socijalnih i ekonomskih uslova, tehnologije, seksualne i rasne politike kao i policijskih institucija su složeni i u stalnom pokretu. Iako je Hip hop korišćen kao mehanizam za različita socijalna pitanja i dalje je veoma složeno pitanje unutar samog pokreta. Tu je često bio naglasak na crnom nacionalizmu. Hip hop umetnici često govore o urbanom siromaštvu i problemima sa alkoholom, drogom i bandama u njihovim zajednicama. Najuticajnija pesma ovog perioda je pesma grupe Public Enemy i to je pesma pod naživo Fight the power. Pesma govori u ime vlade, proglašavajući da ljudi u getou imaju slobodu govora i prava kao i svaki drugi amerikanac. Jedan stih pesme "We got to pump the stuff to make uš tough from the heart" privlači pažnju slušaoca i daje im motivaciju da govore sami za sebe.

### Indie filmovi
Gen. X-ers su u velikoj meri odgovorni za razvoj "Indie Film" 90ih godina, i kao mladi režiseri i u velikoj meri kao filmska publika su tražili ovakve filmove. U filmskom svetu režiseri Kevin Smith, Quentin Tarantino, Sofia Coppola, John Singleton, Spike Jonze, David Fincher, Steven Soderbergh i Richard Linklater su bili nazivani generacijom X stvaratelja filma. Smith je najviše poznat po njegovim View Askewniverse filmovima. Vodeći film mu je bio Službenici, koji se odigrava u Nju Džersiju oko 1994, i prikazuje dvojicu službenika male radnje oko dvadesetak godina. Linklaterov Slacker slično istražuje karakter onih koju su zainteresovani za filozofiju. Iako nije bio član generacije X, režiser John Hughes je bio prepoznavan zbog serije klasičnih filmova sa generacijom X likovima koji su generacijski preuzeli filmove kao što je The Breakfast Club, Sixteen Candles, Weird Science and Ferris Buller's Day Off.

## Ekonomija
Istraživanje urađeno od strane PEV dobrotvore organizacije, American enterprice instituta, Brukings instituta, Fondacije baština i Urban instituta došlo je do zaključka da će svaka sledeća generacija biti bolja od prethodne.
Članak iz 2004 po imenu “Ekonomska pokretljivost: Da li je američki san živ i dobro?” fokusiran je na prihode muškaraca od 30-39 godine(one koji su rođeni aprila 1964 do marta 1974). Istraživanje je objavljeno 25 maja 2007 godine i istaklo je da muškarci ove generacije zarađuju manje (za 12¬%) nego njihovi roditelji u 1974 i tako sve unazad. Uključeno je da se rast prihoda domaćinstava po godini usporio (od prosečnog 0.9% do 0.3%) i da domaćinstva jedva drže tempo sa inflacijom. “Porodična primanja su se povećala (u period od 1947 do 2005) zato što sve više žena ide na posao, doprinosi muževljevim primanjima tako što dodaju drugi izvor prihoda u porodici. A što se tiče primanja od strane muške populacije, trend ide nadole.”
Flux generacija je novoosnovana i psiografska oznaka koju je skovala Fast kompanija za američke radnike koji su morali da naprave nekoliko promena u svojim karijerama kroz njihov radni vek zbog haotičnog perioda na tržištu rada nakon finansijske krize 2007-2008. 

### Preduzetništvo
Prema autorima Majkl Hais i Morley Winograd:
“Mala preduzeća i preduzetnički duh koji generacija X-ers personalizuje su postali jedan od najpopularnijih institucija u Americi. Došlo je do nedavnih promena u ponašanju potrošača i generacija Xerc će se pridružiti “idealističkim generacijama” u podsticanju proslavljanje individualnog napora i poslovnog preuzimanja rizika. Kao rezultat toga, X-ers će izazvati renesansu preduzetništva u ekonomskom životu, čak i kada ukupno poverenje u ekonomske institucije opada. Kupci i njihove potrebe i želje (uključujući Millennials) će postati Severnjača za novu generaciju preduzetnika”
Istraživanje urađeno 2015 od strane Sage grupe izveštava generaciju X-ers da “dominiraju na polju za igru” u odnosu na osnivače pokreta u SAD i Kanadi, i da sa generacijom X-ers pokreću većinu novih preduzeća u 2015 godini (55%)

## Literatura
- Green, Tony (2003).  Wang, Oliver, ур. Classic Material. Toronto: ECW Press. стр. 132.